# 斯德丁之降
斯德丁之降（法語：Reddition de Stettin）发生在1806年10月29日至30日。普鲁士军队的弗里德里希·吉斯伯特·威廉·冯·隆伯格中将带着其麾下的整支军队连同一个要塞向一支规模小得多的法国轻骑兵旅投降，该旅由安托万·拉萨尔将军指挥。这一事件是士气低落的普鲁士士兵在10月14日耶拿-奥尔施泰特战役战败后向数次不战而降的事件之一。斯德丁（今波兰什切青）是波罗的海附近奥得河上的港口城市，位于柏林东北部约120千米。
在耶拿-奥尔施泰特战役之后，支离破碎的普鲁士军队越过易北河，向东北逃去，企图到达奥得河东岸。经过两周的追逐，若阿尚·缪拉元帅在普伦茨劳战役中拦截了一支由10,000多名士兵组成的普鲁士军队，并在10月28日欺骗该部全军投降。第二天，拉萨尔和另一个法国轻骑兵旅在帕瑟瓦尔克诱导了4,200多名普鲁士人不战而降。29日下午，拉萨尔出现在斯德丁要塞前，要求守军投降。要塞指挥官隆伯格误认为他面对的是30,000名法军，于是在当晚与拉萨尔进行谈判并决定不战而降。实际上，隆伯格的5000多名普鲁士士兵面对的仅有法国第5和第7骠骑兵团的500名法国骠骑兵。
在一周之内，奥得河畔科斯琴要塞也向法军投降，三个孤立的普鲁士部队在博尔德科、安克拉姆和沃尔加斯特被法军摧毁。这样一来，在易北河和奥得河之间就只剩下一个普鲁士军团，以及在马格德堡和不伦瑞克-吕讷堡选侯国的驻军。

## 背景
法皇拿破仑的大军团在耶拿-奥尔施泰特战役中摧毁了普鲁士-萨克森联军。在这场灾难之后，普鲁士军队撤退到了易北河。不伦瑞克公爵卡尔·威廉·斐迪南在战役中受致命伤，步兵上将恩斯特·冯·鲁切尔在耶拿受重伤，被迫离开战场前往波兰疗伤。霍恩洛厄-英格尔芬根亲王接管了大部分被击败的普鲁士军队，而格布哈德·冯·布吕歇尔中将则指挥了另一支军队。错过会战的由萨克森-魏玛-艾森纳赫大公卡尔·奥古斯特中将率领12,000名士兵挺进后方。

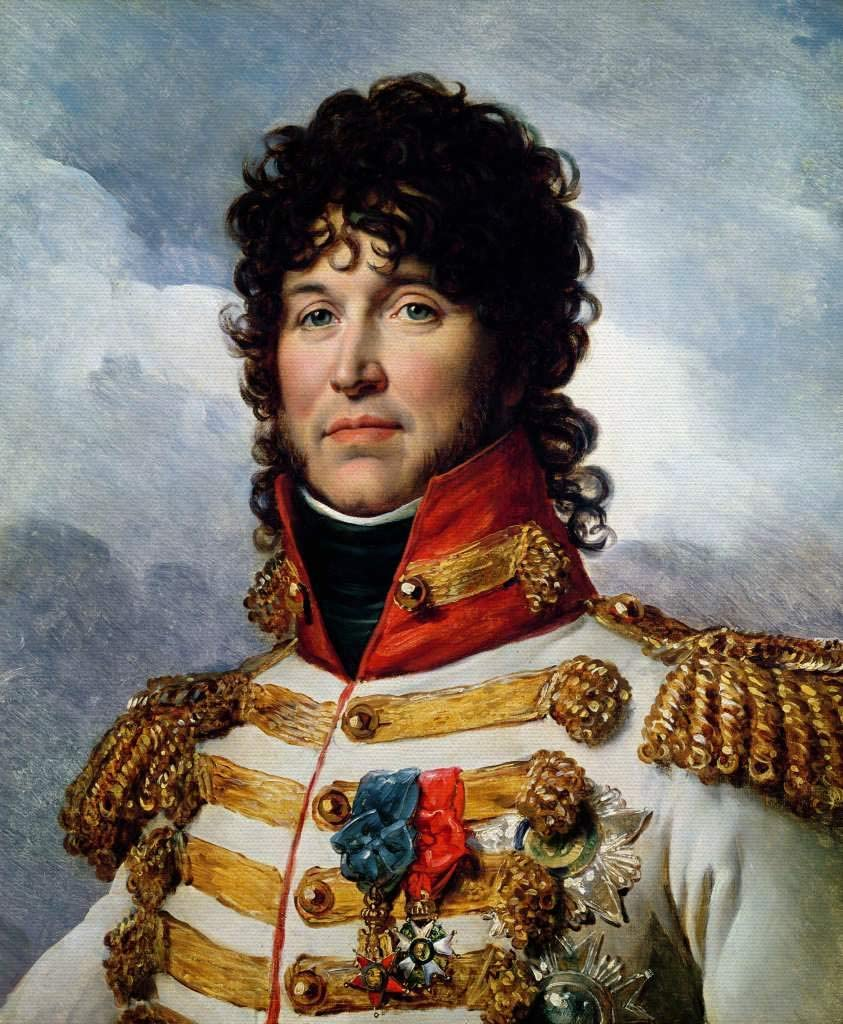
若阿尚·缪拉

在马格德堡，霍恩洛厄与符腾堡公爵欧根·腓特烈会合，符腾堡公爵的预备队在10月17日得哈雷战役中被让-巴蒂斯特·贝尔纳多特元帅的第1军击溃，损失惨重。霍恩洛厄于10月21日前往奥得河。 布吕歇尔则在桑道渡过易北河。与此同时，缪拉的骑兵、路易·尼古拉·达武的第3军和让·拉纳元帅的第5军向柏林进发，皮埃尔·奥热罗元帅的第7军紧随其后。10月25日，达武的部队穿过柏林，向东前往库斯特林和奥得河畔法兰克福。与此同时，米歇尔·内伊元帅的第6军开始围攻马格德堡。拿破仑派缪拉、拉纳和贝尔纳多特从柏林向北拦截霍恩洛厄的部队。

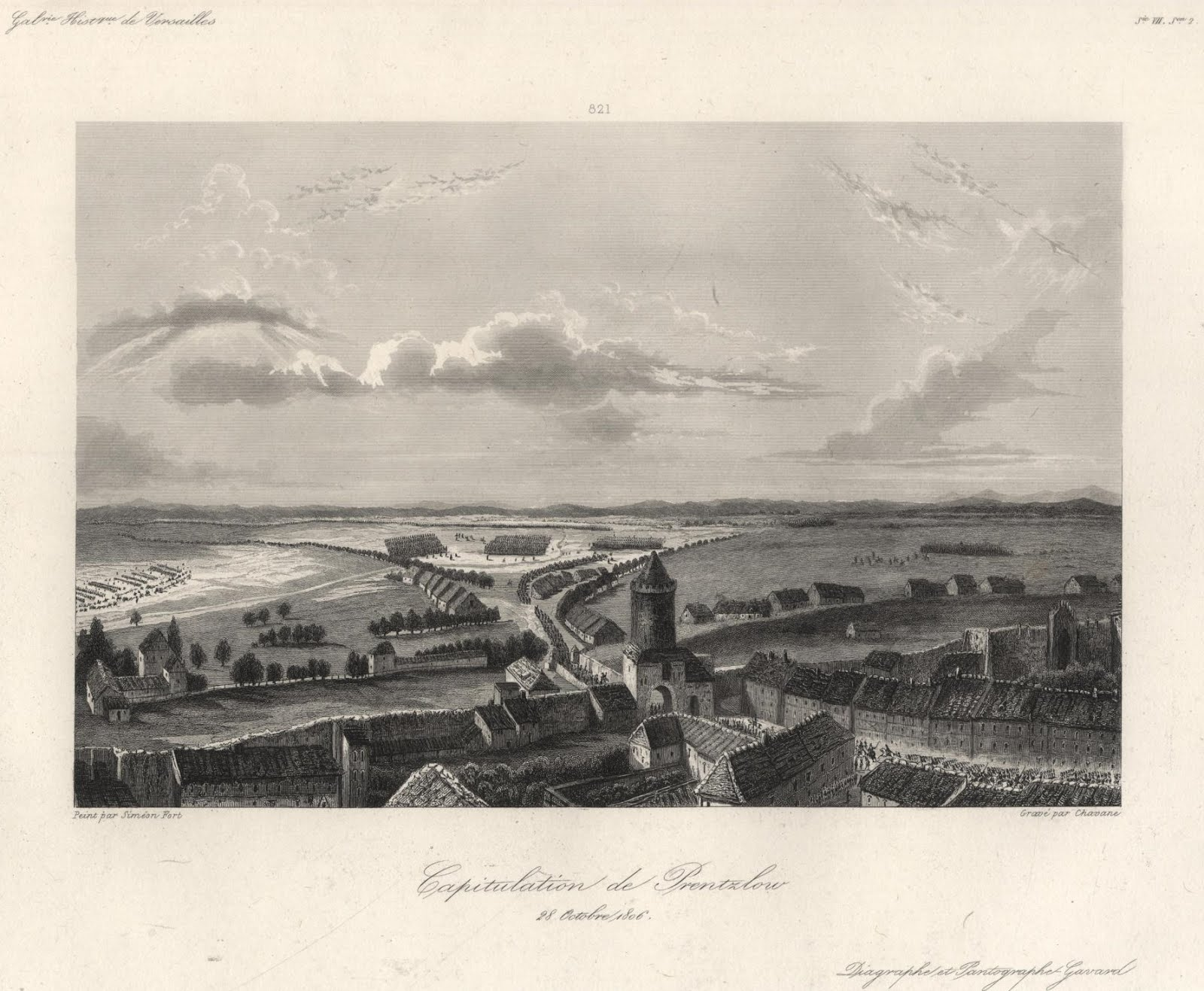
普伦茨劳战役

缪拉的骑兵于10月26日拦截了一支普军小队，在遭受250人的伤亡后，普鲁士残兵向斯德丁方向逃离。第二天，让-巴蒂斯特·米约将军在博伊岑堡兰切段了霍恩洛厄的逃生路线。经过三个小时的战斗，霍恩洛厄击退了法军的轻骑兵旅，但此时缪拉的龙骑兵已经进入了战场。10月28日，缪拉在普伦茨劳战役中将霍恩洛厄的整支部队俘虏。
普伦茨劳战役后，拉萨尔和米约的部队抵达帕瑟瓦尔克，守城的普鲁士军官冯·哈根上校在没有进行任何抵抗的情况下选择带着4,200名普鲁士士兵和8门火炮向兵力占绝对劣势的法国骑兵投降。

## 普军的投降

### 斯德丁

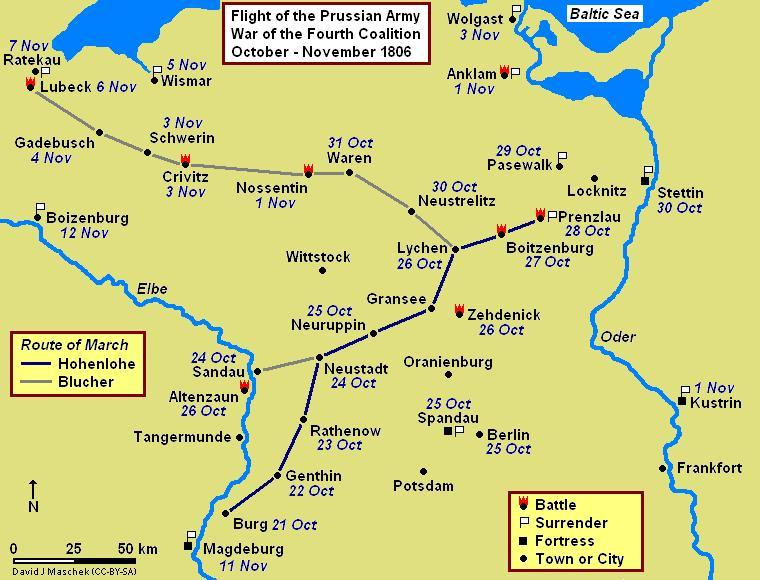
普伦茨劳-吕贝克战役地图

10月29日下午，拉萨尔向斯德丁进军，并要求普鲁士守军投降。斯德丁要塞指挥官弗里德里希·吉斯伯特·威廉·冯·隆伯格中将最初拒绝投降。下午时，拉萨尔再次要求隆伯格投降，这一次法军威胁要摧毁这座城市。法军声称让·拉纳元帅拥有30,000人的整个军团都在场。事实上，那天拉纳的第5军还在很远的地方。隆伯格在误认为自己面对着数倍于己的法军的情况下在10月29日至30日晚与法军谈判并带着全军不战而降。

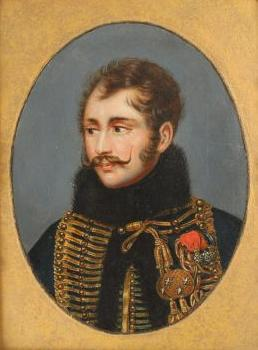
安托万·拉萨尔

隆贝格交出了整个斯德丁要塞、5300名普鲁士士兵和281门火炮。普鲁士守备部队由先前战役逃亡的普军残部以及6个步兵团外加1个步兵营组成。投降后，一百名军官再发誓不再同法军交战后被释放，而普通士兵则成为战俘。拉萨尔的部队由第5和第7骠骑兵团的500名骑兵加上两门大炮组成。
要塞指挥官隆贝格的两位副手，库尔特·戈特弗里德·冯·诺贝尔斯多夫少将和博纳文图拉·冯·劳赫少将对不战而降都没有提出反对意见。1809年3月，隆贝格因不战而降而被判处无期徒刑。他于1809年5月21日尚未入狱服刑前去世，此时距离他的80岁生日还有两个月。

历史学家弗朗西斯·洛林·佩特（Francis Loraine Petre）认为，普军在斯德丁的投降是“可耻的”。其充足的兵力和补给将使其完全能够抵抗法军的围攻。即使要塞无法防御，守军仍然可以越过奥得河东岸，加入他们的俄罗斯盟友，继续与法军抗争。让·拉纳在给拿破仑的信中写道：“普鲁士军队处于极度恐慌，一个法国人的出现就足以让整支军队放下武器。”在得知斯德丁的战果后，拿破仑向缪拉表示祝贺：
我对占领斯德丁表示赞赏；如果你们的轻骑兵能够继续攻占防守坚固的城镇，我只能解散我那无用的工兵然后溶掉我的重炮。——拿破仑·波拿巴

### 其他地方的投降
28日中午，布吕歇尔的炮兵车队穿过新施特雷利茨，五小时后抵达弗里德兰。得知霍恩洛厄在普伦茨劳的投降后，车队司令冯·霍普夫纳少校于次日改变了进军的方向。不幸的是，他的车队遇到了拉纳军团，最终于10月30日向法军投降。法国人俘虏了预备役炮兵部队的600名士兵、800匹马、25门野战炮和48辆弹药车。

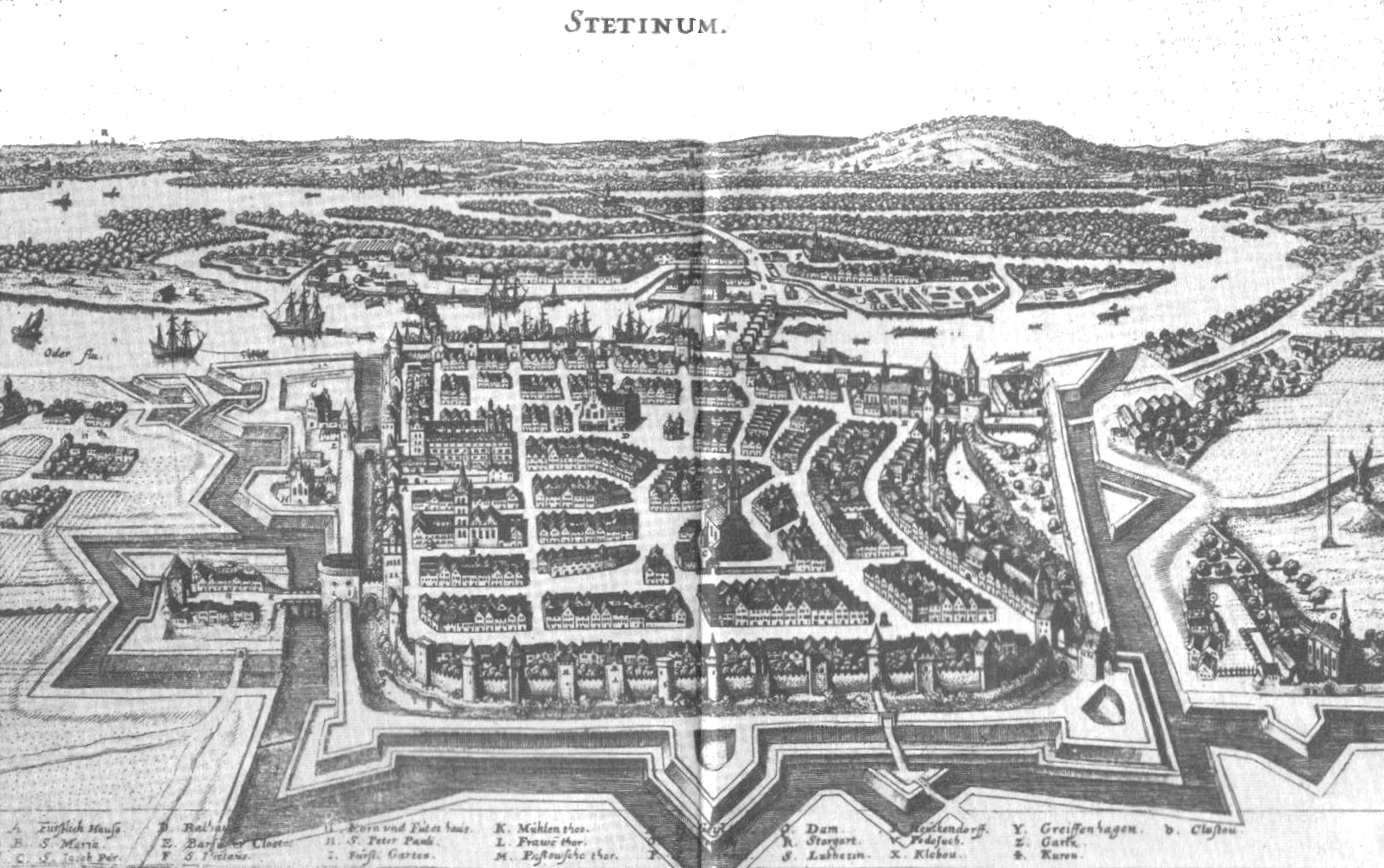
斯德丁的堡垒防御工事

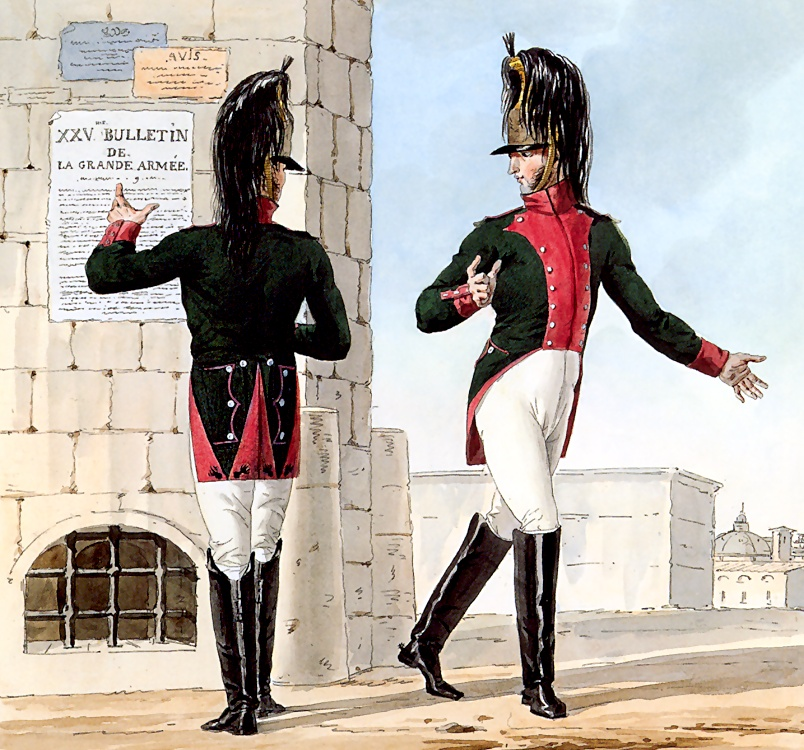
法军第10龙骑兵团，隶属于格鲁希的第2龙骑兵师

31日晚，法军龙骑兵在安克拉姆附近接受了普鲁士1,100名步兵1,073名骑兵的投降。
库斯特林堡垒于11月1日向达武的第3军投降，虽然堡垒内有2,400人的驻军，92门火炮和充足的食物和弹药库存，但指挥官还是很快就决定向法军投降。

## 战果
到11月3日，在易北河和奥得河之间，仅存的普鲁士军队由布吕歇尔和克里斯蒂安·路德维希·冯·温宁中将率领。后者希望向罗斯托克进军，并试图从海上逃跑。这个想法被布吕歇尔否决了，因为他想让21,000人的部队向东进军。苏尔特、贝尔纳多特和缪拉终于在11月6日的吕贝克战役中与布吕歇尔的部队交战。

## 脚注
1. 1 2 3  Smith 1998，第228頁.
2. ↑  Emir Bukhari 
Robert Burnham
3. 1 2  Petre 1993，第258-259頁.
4. ↑  Chandler 1966，第498頁.
5. ↑  Petre 1993，第159頁.
6. ↑  Petre 1993，第197頁.
7. ↑  Petre 1993，第200頁.
8. ↑  Petre 1993，第195頁.
9. ↑  Smith 1998，第226-227頁.
10. ↑  Petre 1993，第226頁.
11. ↑  Petre 1993，第231-233頁.
12. ↑  Chandler 1966，第499-500頁.
13. ↑  Petre 1993，第239頁.
14. ↑  Smith 1998，第227頁.
15. ↑  Petre 1993，第241-242頁.
16. ↑  Chandler 1966，第501頁.
17. ↑  Petre 1993，第251-252頁.
18. ↑  Petre 1993，第252-253頁.
19. ↑  Wehrmann 1911，第412-418頁.
20. 1 2  Petre 1993，第253頁.
21. 1 2  Petre 1993，第255頁.
22. 1 2 3  Smith 1998，第229頁.
23. ↑  Smith 1998，第231-232頁.